# Olszak (województwo mazowieckie)
Olszak – wieś w Polsce położona w województwie mazowieckim, w powiecie pułtuskim, w gminie Pułtusk. Ma status sołectwa.
| SIMC    | Nazwa  | Rodzaj    |
| ------- | ------ | --------- |
| 0123205 | Dworek | część wsi |

W latach 1975–1998 miejscowość położona była w województwie ciechanowskim.